# جيليان كلارك
جيليان كلارك (بالإنجليزية: Gillian Margaret Clark) هي لاعبة كرة الريشة بريطانية، ولدت في 2 سبتمبر 1961 في بغداد في العراق.

## وصلات خارجية
- جيليان كلارك على موقع أرشيف الشارخ.
- جيليان كلارك على موقع BWF.tournamentsoftware.com (الإنجليزية)
- جيليان كلارك على موقع BWFbadminton.com (الإنجليزية)
- جيليان كلارك على موقع اللجنة الأولمبية الدولية (الإنجليزية)
- جيليان كلارك على موقع أوليمبيديا (الإنجليزية)
- جيليان كلارك على موقع اللجنة الأولمبية البريطانية (الإنجليزية)
- جيليان كلارك على موقع اتحاد ألعاب الكومنولث (مؤرشف) (الإنجليزية)